# Brad Johnson
Brad William Johnson (24. října 1959 Tucson – 18. února 2022 Fort Worth) byl americký herec a Marlboro Man.
Poprvé si zahrál v nízkorozpočtovém motorkářském filmu The Nam Angels (1989) a krátce nato dostal svou první hlavní roli, a to ve filmu Stevena Spielberga Navždy (1989). Mezi jeho další filmy patřily snímky Flight of the Intruder, Philadelphia Experiment II, The Birds II: Land's End, Copperhead and Supergator. Hrál i Rayforda Steela ve filmové sérii Left Behind a v seriálu Melrose Place hrál doktora Dominicka O'Malleyho.
Měl šest dcer a dva syny. Kromě filmu se živil realitním podnikáním – měl rodinný podnik zaměřený na investice, akvizice, marketing a rozvoj luxusních a rekreačních nemovitostí, rančů, loveckých a rekreačních pozemků.
Johnson zemřel 18. února 2022 ve věku 62 let na komplikace způsobené covidem-19.